# Ricardo Pun Chong
Ricardo Enrique Pun Chong (Lima, 3 de agosto de 1971) médico peruano, fundador del Albergue Inspira y ganador del premio internacional CNN Heroes de 2018.. Héroe del año 2018.

## Biografía
Ricardo Pun nació en Lima el 3 de agosto de 1971, descendiente de  familia china. Realizó  sus estudios primarios y secundarios en el colegio María Reina en Lima. Desde muy pequeño, Ricardo formó parte de las brigadas de labor social del colegio María Reina y de la parroquia cercana a su hogar. A los 16 años, integró el cuerpo de bomberos Salvadora Lima N°10; ocupación que tuvo que dejar a petición de su padre, debido a los problemas de violencia por terrorismo durante la época. Fue también estudiante becado del Instituto Cultural Peruano Norteamericano (ICPNA), su vocación por la ayuda lo llevó a formar parte de la organización de Teletones al interior de la organización. 
Durante su vivencia como estudiante de medicina en México, Ricardo fue el único estudiante extranjero que conformó la brigada de trasplantes de órganos en la ciudad de Jalisco. Posteriormente, Ricardo se graduaría como médico cirujano de la Universidad Autónoma de Guadalajara. Retornó al Perú en 2004 y se desempeña exitosamente como médico. Fue en diciembre de 2007 cuando, guiado por una paciente, conoció la realidad de los albergues para pacientes con cáncer en Lima. Este fue el inicio de sueño de formar un albergue. 
Fundó en el 2008 el "Albergue Inspira" en la ciudad de Lima para poder ayudar a niños que provienen del interior del Perú a recibir tratamientos de largo alcance a la capital y que no tienen los recursos económicos para continuarlos. Hasta diciembre del 2018, el albergue llegó a recibir alrededor de 1000 familias; teniendo sus camas ocupadas más de 50 mil veces y sirviendo más de 250 mil raciones de comida saludable. Al incrementarse el espacio del albergue se ha incrementado, actualmente, apoya también la llegada de cualquier niño con tratamiento asociado a quemaduras y parálisis cerebral. 

## Reconocimientos
- En 2018, obtuvo el reconocimiento CNN Heroes por su trabajo con la Fundación Inspira.[3]